# Божанов, Есберген Токшылыкович
Есберген Токшилыкович Божанов (01 мая 1943 — 06 октября 2021) — советский и казахский учёный, доктор физико-математических наук (1997), профессор (1993). Академик академии естественных наук РК (1998) и НИА РК (1999). Заслуженный деятель Казахстана (1997), первый ректор Актауского политехнического института, ныне Каспийского государственного университета технологий и инжиринга имени Ш. Есенова.

## Биография
Родился 1 мая 1943 года в селе Дегерес Жамбылского района Алматинской области. Происходит из рода Таутеке, Жаныс племени Дулат.
В 1965 году окончил физико-математический факультет Казахского государственного университета им. Кирова.
В 1970 году окончил аспирантуру Казахского государственного университета им. Кирова, получив квалификацию математика дифференцированного и интегрального уровней.
В 1973 году успешно защитил диссертацию на соискание ученой степени кандидата физико-математических наук.
Умер 6 октября 2021 года в г. Алматы. Похоронен в с. Актёрек Жамбылского района Алматинской области.

## Трудовая деятельность
Трудовую деятельность начал в 1976 году преподавателем Казахского политехнического института им. Ленина.
С 1976 по 1990 годы — старший преподаватель, заведующий кафедрой, заместитель декана, декан общетехнического факультета Казахского политехнического института в городе Актау.
С 1990 по 1993 годы — директор Мангистауского филиала Казахского политехнического института.
С 1993 по 1996 годы — первый ректор Актауского политехнического института.
С 1996 по 2001 годы — ректор Каспийский государственный университет технологий и инжиринга имени Ш. Есенова.
С 2001 года — директор Института непрерывного образования при Казахской головной архитектурно-строительной академии.

## Учёное звание
- кандидат физико-математических наук (1973)
- доктор физико-математических наук (1997), тема диссертации: «Исследование проблем устойчивости упругих тел, гибких пластин и оболочек и их приложения».
- Член-корреспондент Международной академии наук высшей школы (с 1995)
- академик Нью-Йоркской академии наук (с 1997)
- академик Академии естественных наук Республики Казахстан (с 1998)
- академик Инженерной академии Республики Казахстан (с 1999)
- академик Академии наук Высшей школы Республики Казахстан (с 2001).

## Награды и звания
- Награждён Почётной грамотой Верховного Совета Казахской ССР (1984).
- нагрудный знак «Отличник народного просвещения Казахской ССР» (1990)
- нагрудный знак «Отличник образования Республики Казахстана» (1992)
- В 1997 году указом Президента Республики Казахстан награждён почётным званием «Заслуженный деятель Республики Казахстан», за выдающиеся заслуги в науке и образовании Казахстана.
- Почётный гражданин города Актау (17 сентября 1998 года)
- Почётный гражданин Жамбылского района Алматинской области (2005 года)
- Награждён почётными грамотами Министерства образования и науки СССР и Министерства образования и науки Республики Казахстан.
- Золотая медаль имени Аль-фараби (1999).
- Награждён юбилейными государственными медалями РК.
- Почётный работник образования Республики Казахстан.

## Научные, литературные труды
Автор более 425 научных трудов, в том числе 22 учебника и учебных пособий, 6 монографий и весомые научные статьи.
Основные научные работы посвящены прикладной математике.